# A Valencia 2018–2019-es szezonja
Ez a szócikk a Valencia 2018–2019-es szezonjáról szól, amely a csapat 99. idénye volt fennállása óta, sorozatban 84. a spanyol első osztályban. 2018 augusztusában kezdődött, és 2019 májusban ért véget.

## Átigazolások
2018. évi nyári átigazolási időszak, 
 2019. évi téli átigazolási időszak

### Érkezők
| Mezszám | Poz. | Nemzet | Név                | Kor | EU         | Honnan          | Szerződés megnevezése | Átigazolási időszak                 | Szerződés vége | Átigazolás összege | Forrás                                                                 |
| ------- | ---- | ------ | ------------------ | --- | ---------- | --------------- | --------------------- | ----------------------------------- | -------------- | ------------------ | ---------------------------------------------------------------------- |
| 6       | KP   | FRA    | Geoffrey Kondogbia | 25  | EU         | Internazionale  | átigazolás            | 2018. évi nyári átigazolási időszak | 2022           | 25,0M €            | Valencia Archiválva 2019. március 31-i dátummal a Wayback Machine-ben  |
| 7       | KP   | SRB    | Uroš Račić         | 20  | EU-n kívül | Crvena zvezda   | átigazolás            | 2018. évi nyári átigazolási időszak | 2022           | 2,2M €             | Valencia Archiválva 2020. február 4-i dátummal a Wayback Machine-ben   |
| 18      | KP   | DEN    | Daniel Wass        | 29  | EU         | Celta Vigo      | átigazolás            | 2018. évi nyári átigazolási időszak | 2022           | 6,0M €             | Valencia Archiválva 2020. február 4-i dátummal a Wayback Machine-ben   |
| 25      | V    | FRA    | Mouctar Diakhaby   | 21  | EU         | Lyon            | átigazolás            | 2018. évi nyári átigazolási időszak | 2022           | 15,0M €            | Valencia Archiválva 2018. augusztus 6-i dátummal a Wayback Machine-ben |
| 2       | V    | ITA    | Cristiano Piccini  | 25  | EU         | Sporting CP     | átigazolás            | 2018. évi nyári átigazolási időszak | 2022           | 7,0M €             | Valencia Archiválva 2018. augusztus 6-i dátummal a Wayback Machine-ben |
|         | Cs   | BEL    | Michy Batshuayi    | 24  | EU         | Chelsea         | kölcsönbe             | 2018. évi nyári átigazolási időszak | 2019           | 3,0M €             | Valencia                                                               |
|         | Cs   | FRA    | Kevin Gameiro      | 31  | EU         | Atlético Madrid | átigazolás            | 2018. évi nyári átigazolási időszak |                | 19,0M €            | Valencia                                                               |

## LaLiga

### Augusztus
| 2018. augusztus 20. 20:00 |

| Valencia    | 1–1               | Atlético Madrid |
| ----------- | ----------------- | --------------- |
| Rodrigo 56' | (0–1) Jegyzőkönyv | Correa 26'      |

| Estadio Mestalla, Valencia Nézőszám: 46174 Játékvezető: Jesús Gil (spanyol) |

| GK                     | 13 | Norberto Murara Neto |  |
| RB                     | 21 | Cristiano Piccini    |  |
| CB                     | 24 | Ezequiel Garay       |  |
| CB                     | 5  | Gabriel Paulista     |  |
| LB                     | 14 | José Gayà            |  |
| RM                     | 8  | Carlos Soler         |  |
| CM                     | 10 | Daniel Parejo        |  |
| CM                     | 6  | Geoffrey Kondogbia   |  |
| LF                     | 18 | Daniel Wass          |  |
| RF                     | 19 | Rodrigo              |  |
| LF                     | 22 | Santi Mina           |  |
| Edző:                  |    |                      |  |
| Marcelino García Toral |    |                      |  |

| GK            | 13 | Jan Oblak         |  |
| RB            | 20 | Juanfran          |  |
| CB            | 15 | Stefan Savić      |  |
| CB            | 2  | Diego Godín       |  |
| LB            | 3  | Filipe Luís       |  |
| RM            | 10 | Ángel Correa      |  |
| CM            | 8  | Saúl Ñíguez       |  |
| CM            | 6  | Koke              |  |
| LM            | 11 | Thomas Lemar      |  |
| RF            | 19 | Diego Costa       |  |
| LF            | 7  | Antoine Griezmann |  |
| Edző:         |    |                   |  |
| Diego Simeone |    |                   |  |

| 2018. augusztus 26. 18:15 |

| Espanyol                 | 2–0               | Valencia |
| ------------------------ | ----------------- | -------- |
| Granero 62' Iglesias 68' | (0–0) Jegyzőkönyv |          |

| Estadi Cornellà-El Prat, Barcelona Nézőszám: 18391 Játékvezető: Carlos del Cerro (spanyol) |

Szeptember
| 2018. szeptember 2. 12:00 |

| Levante       | 2–2               | Valencia                 |
| ------------- | ----------------- | ------------------------ |
| Martí 13' 33' | (2–1) Jegyzőkönyv | Cheryshev 16' Parejo 52' |

| Estadi Ciutat de València, Valencia Nézőszám: 22550 Játékvezető: Javier Estrada (spanyol) |

| 2018. szeptember 15. 18:15 |

| Valencia | 0–0               | Real Betis |
| -------- | ----------------- | ---------- |
|          | (0–0) Jegyzőkönyv |            |

| Estadi Cornellà-El Prat, Valencia Nézőszám: 40050 Játékvezető: Alejandro Hernández (spanyol) |

## Bajnokok Ligája
Az UEFA augusztus 30-i sorsolása alapján a csapat a H csoportba került:
| Hely. | Csapat            | M | Gy | D | V | G+ | G– | Gk | P  | Továbbjutás                                |  | JUV | MU  | VAL | YB  |
| ----- | ----------------- | - | -- | - | - | -- | -- | -- | -- | ------------------------------------------ |  | --- | --- | --- | --- |
| 1.    | Juventus          | 6 | 4  | 0 | 2 | 9  | 4  | +5 | 12 | Továbbjutott az egyenes kieséses szakaszba |  | —   | 1–2 | 1–0 | 3–0 |
| 2.    | Manchester United | 6 | 3  | 1 | 2 | 7  | 4  | +3 | 10 | Továbbjutott az egyenes kieséses szakaszba |  | 0–1 | —   | 0–0 | 1–0 |
| 3.    | Valencia CF       | 6 | 2  | 2 | 2 | 6  | 6  | 0  | 8  | Átkerült az Európa-ligába                  |  | 0–2 | 2–1 | —   | 3–1 |
| 4.    | Young Boys        | 6 | 1  | 1 | 4 | 4  | 12 | −8 | 4  |                                            |  | 2–1 | 0–3 | 1–1 | —   |

## Játékoskeret
2018. augusztus 11. szerint
| Mezszám       | Név                            | Nemzet  | Posztok | Szül. év (kor)                 |         |         |         |         |         |
| Kapusok       | Kapusok                        | Kapusok | Kapusok | Kapusok                        | Kapusok | Kapusok | Kapusok | Kapusok | Kapusok |
| ------------- | ------------------------------ | ------- | ------- | ------------------------------ | ------- | ------- | ------- | ------- | ------- |
| 1             | Jaume Doménech                 | ESP     | K       | 1990. május 11. (34 éves)      |         |         |         |         |         |
| 13            | Norberto Murara Neto           | BRA     | K       | 1989. július 19. (35 éves)     |         |         |         |         |         |
| Védők         |                                |         |         |                                |         |         |         |         |         |
| 2             | Cristiano Piccini              | ITA     | V       | 1992. szeptember 26. (32 éves) |         |         |         |         |         |
| 3             | Rúben Vezo                     | POR     | V       | 1994. április 24. (30 éves)    |         |         |         |         |         |
| 4             | Jeison Murillo                 | COL     | V       | 1992. május 27. (32 éves)      |         |         |         |         |         |
| 5             | Gabriel Paulista               | BRA     | V       | 1996. november 26. (28 éves)   |         |         |         |         |         |
| 14            | José Gayà                      | ESP     | V       | 1995. május 25. (29 éves)      |         |         |         |         |         |
| 15            | Toni Lato                      | ESP     | V       | 1997. november 21. (27 éves)   |         |         |         |         |         |
| 24            | Ezequiel Garay                 | ARG     | V       | 1986. október 10. (38 éves)    |         |         |         |         |         |
| 25            | Mouctar Diakhaby               | FRA     | V       | 1996. december 19. (28 éves)   |         |         |         |         |         |
| Középpályások |                                |         |         |                                |         |         |         |         |         |
| 5             | Geoffrey Kondogbia             | FRA     | KP      | 1995. február 15. (30 éves)    |         |         |         |         |         |
| 6             | Uroš Račić                     | SRB     | KP      | 1998. március 17. (26 éves)    |         |         |         |         |         |
| 8             | Carlos Soler                   | ESP     | KP      | 1997. január 2. (28 éves)      |         |         |         |         |         |
| 10            | Daniel Parejo (Csapatkapitány) | ESP     | KP      | 1989. április 16. (35 éves)    |         |         |         |         |         |
| 17            | Francis Coquelin               | FRA     | KP      | 1995. május 13. (29 éves)      |         |         |         |         |         |
| 18            | Daniel Wass                    | DEN     | KP      | 1989. május 31. (35 éves)      |         |         |         |         |         |
| 23            | Álvaro Medrán                  | ESP     | KP      | 1994. március 15. (31 éves)    |         |         |         |         |         |
| 31            | Nacho Gil                      | ESP     | KP      | 1995. szeptember 9. (29 éves)  |         |         |         |         |         |
| Csatárok      |                                |         |         |                                |         |         |         |         |         |
| 9             | Simone Zaza                    | ITA     | CS      | 1991. június 25. (33 éves)     |         |         |         |         |         |
| 19            | Rodrigo                        | ESP     | CS      | 1991. március 6. (34 éves)     |         |         |         |         |         |
| 20            | Ferrán Torres                  | ESP     | CS      | 2000. február 29. (25 éves)    |         |         |         |         |         |
| 22            | Santi Mina                     | ESP     | Cs      | 1995. december 7. (29 éves)    |         |         |         |         |         |

## Statisztika
2018. augusztus 21-én frissítve
| Kiírás          | Statisztikák | Statisztikák | Statisztikák | Statisztikák | Statisztikák | Statisztikák | Statisztikák | Kezdő forduló/ helyezés | Végső forduló/ helyezés | Mérkőzések dátumai        | Mérkőzések dátumai | Mérkőzések dátumai        |
| Kiírás          | M            | GY           | D            | V            | LG–KG        | GK           | Gy %         | Kezdő forduló/ helyezés | Végső forduló/ helyezés | Első                      | Utolsó             | Következő                 |
| --------------- | ------------ | ------------ | ------------ | ------------ | ------------ | ------------ | ------------ | ----------------------- | ----------------------- | ------------------------- | ------------------ | ------------------------- |
| La Liga         | 1            | 0            | 01           | 0            | 1 – 1        | +0           | 0.0          | 0                       | 0                       | 2018. augusztus 20.       | 2019. május        | 2018. augusztus 26.       |
| Spanyol kupa    | 0            | 0            | 0            | 0            | 0 – 0        | +0           | 0.00         | (legjobb 32)            |                         | 2018. október             |                    | 2018. október             |
| Bajnokok ligája | 0            | 0            | 0            | 0            | 0 – 0        | +0           | 0.0          | Csoport mérkőzés        |                         | 2018. szeptember 18 – 19. |                    | 2018. szeptember 18 – 19. |